# Arcángel
Austin Agustín Santos, noto con lo pseudonimo Arcángel (New York, 23 dicembre 1985), è un rapper e cantante statunitense.

## Biografia
Nato a New York da genitori originari della Repubblica Dominicana (sua madre faceva parte del gruppo Las chicas del can negli anni '80 e '90), si è trasferito a Porto Rico nel 2002 per seguire il suo interesse nei confronti della musica reggaeton e in generale della musica pop latina. 
Nel 2004 ha cofondato, insieme a Rafael Castillo, il duo Arcángel & De La Ghetto, attivo fino al 2007 e poi di nuovo dal 2010.
Nel dicembre 2008 ha pubblicato il suo primo album da solista intitolato El fenómeno.
Nel novembre 2013 esce il suo secondo album solista Sentimiento, elegancia & maldad.
Ha collaborato con Daddy Yankee per alcuni brani (Panamiur La dupleta, Guaya, Pakas de 100).
Ha collaborato anche con Bad Bunny nel suo esordio con Tu No Vives asi e altre Hit come Me acostumbre, La Jumpa etc...

## Discografia

### Da solista
- La maravilla (2008)
- El fenómeno (2008)
- Sentimiento, elegancia & maldad (2013)
- Los Favoritos (2015)
- Ares (2018)
- Historias de un Capricornio (2019)
- Los Favoritos 2 (2020)
- Los Favoritos 2.5 (2021)
- Sr. Santos (2022)
- Sentimiento, Elegancia y Más Maldad (2023)
- Papi Arca (2024)
- Sr. Santos II - Suenos de grandeza (2025)

### Singoli
- Chica virtual (2007)
- Pa' que la pases bien (2008)
- Por Amar a Ciegas (2008)
- Ganas de ti (2008)
- Como tu me tocas (2009)
- La velita (feat. Ivy Queen, Jadiel e Zion) (2009)
- Mi voz, Mi estilo & Mi flow (2010)
- Tengo dinero (2010)
- Panamiur (2010) (feat. Daddy Yankee)
- Flow violento (2012)
- Me prefieres a mí (Remix) (feat. Don Omar) (2012)
- Ella me dice (con Zion) (2012)
- Hace mucho tiempo (2013)
- Contigo quiero amores (2013)
- Como tiene que ser (2013)
- Gucci Boys Club (2013)
- Cuidao con mi mujer (con Alexio La Bestia, Genio e Farruko) (2014)
- Los reyes del malianteo (con Farruko, De La Ghetto, Ñengo Flow e D. Ozi) (2014)
- Tu cuerpo me hace bien (2015)
- 50 Sombras de Austin (2015)
- El granjero (2018)
- Tócame (con Anitta e De La Ghetto) (2020)
- Swaggy (con Alex Rose) (2020)
- Doxxis (con Yandel) (2022)
- La Jumpa (con Bad Bunny) (2022)
- Arcángel: Bzrp Music Sessions, Vol. 54 (con Bizarrap) (2023)
- Don & Tego (con Myke Towers) (2023)
- Quién Contra Mi (2025)